# Astracantha intermixta
Astracantha intermixta là một loài thực vật có hoa trong họ Đậu. Loài này được (Boriss.) Czerep. miêu tả khoa học đầu tiên.